# Heinz im Mond
Heinz im Mond ist eine deutsche Verwechslungskomödie aus dem Jahr 1934. Die Hauptrolle spielte Heinz Rühmann, auf dessen Vorname auch der Titel anspielt. Die deutsche Erstaufführung erfolgte am 5. September 1934.

## Handlung
Der etwas weltfremde Millionär Aristides Nessel verlässt sich bei der Planung seiner Zukunft auf ein Traumdeutbuch und die Vorhersagen einer zwielichtigen Wahrsagerin. Sehr zum Leidwesen seiner hübschen Sekretärin Anna Busch, die hinter seinem Rücken die von ihm vernachlässigte Porzellanfabrik führt. Als die Karten Aristides vorhersagen, dass er bei einem Zusammenstoß seiner zukünftigen Braut begegnen wird, rammt er beim Ausparken den erstbesten Wagen und trifft so Siddie, die verwöhnte Tochter des neureichen Unternehmers Martin Fasan, der er stehenden Fußes einen Heiratsantrag macht. Allerdings vergisst er im Eifer des Gefechts, sie außer nach ihrer Adresse auch nach ihrem Namen zu fragen.
Als er sich am Abend darauf bei ihren Eltern vorstellen will, gerät er so aus Versehen in die Wohnung des schrulligen Nervenheilarztes Prof. Ass, der einen jungen Mann mit „Erlösernaturell“ erwartet, der im Rahmen eines Experiments seine liebeskranke Tochter heilen soll. Als Aristides merkt, dass er in der falschen Wohnung ist, hat er bereits beim Vater um die Hand der unbekannten Tochter angehalten, die auch nichts gegen die Hochzeit einzuwenden hat. Auf dem Weg nach draußen trifft er dann die richtige Braut – und beschließt den Abend so mit zwei Verlobten.
Aristides ist von da ab vollauf damit beschäftigt, seine doppelte Verlobung vor den Betroffenen geheim zu halten, bis er schließlich sogar buchstäblich auf zwei Hochzeiten gleichzeitig tanzen muss, bevor er doch begreift, dass seine Sekretärin Anna die Richtige für ihn ist.

## Hintergrund
Als Vorlage des Films diente die Novelle Ein Herz und zwei Strohmatten des französischen Humoristen Marcel Arnac (1886–1931) aus dem Jahr 1930.
Die Dreharbeiten fanden ab dem 4. Juni bis Ende Juni 1934 statt. Die Uraufführung des Films war am 5. September 1934 im U.T. Kurfürstendamm in Berlin. Die Produktionsleitung hatte Ernst Garden, die Aufnahmeleitung Walter Lehmann. Franz Schroedter entwarf die Filmbauten. Der Film war seinerzeit mit einem Jugendverbot belegt.
Der Film firmierte auch unter dem Titel Hans im Mond sowie unter dem Verleihtitel Zwischen den Bräuten.

## DVD
Der Film erschien am 7. September 2007 erstmals auf DVD, Anbieter: Warner Home Video. Am 3. April 2009 erschien er beim Anbieter Black Hill Pictures und am 6. Mai 2011 bei Koch Media.